# 한스 크리스티안 안데르센
한스 크리스티안 안데르센(덴마크어: Hans Christian Andersen 한스 크리스티안 아네르센[*], 덴마크어 발음: [ˈhænˀs ˈkʰʁestjæn ˈɑnɐsn̩] ( 듣기), 1805년 4월 2일~1875년 8월 4일)은 덴마크의 작가이다. 희곡, 여행기, 소설, 시 등 다양한 장르의 작품을 다작하였으나, 주로 동화로 널리 알려져 있다.
안데르센의 동화는 9권에 걸쳐 총 156편이 수록되어 있으며, 125개 이상의 언어로 번역되었다. 이 동화들은 서양 문화의 집단 의식 속에 깊이 각인되어 있다. 어린이들도 쉽게 접할 수 있으면서도, 성인 독자들에게는 역경 속에서 미덕과 회복력에 대한 교훈을 제시한다. 그의 가장 유명한 동화로는 즉흥시인, 벌거숭이 임금님, 빨간 구두, 꿋꿋한 주석 병정, 성냥팔이 소녀, 미운 오리 새끼, 인어공주, 엄지공주, 눈의 여왕, 공주와 완두콩, 돼지치기 왕자, 야생의 백조 등이 있다. 안데르센의 이야기들은 발레, 연극, 애니메이션 및 실사 영화 등으로 각색되어 왔다.

## 어린 시절

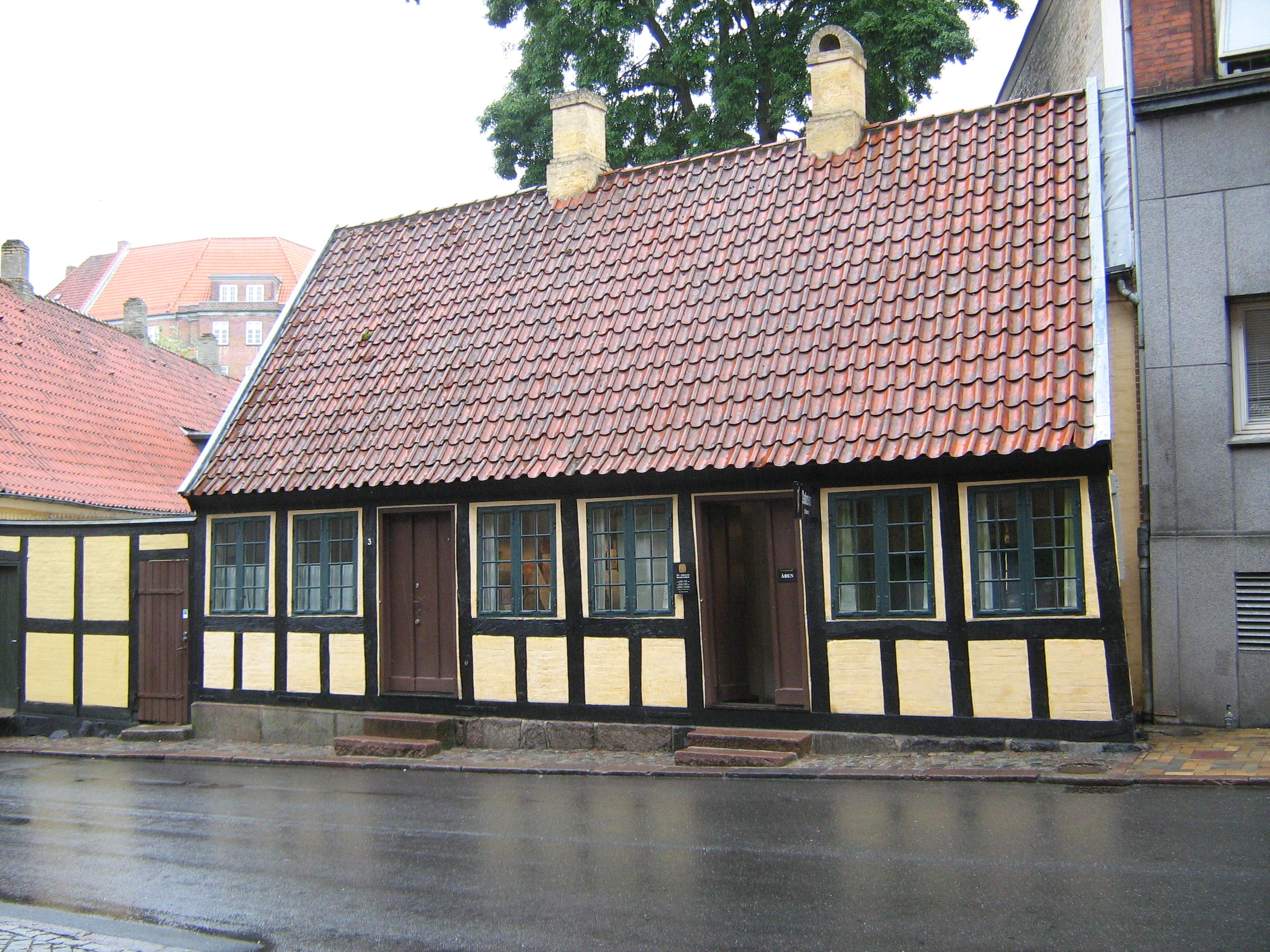
오덴세에 위치한 안데르센의 어린 시절 생가

안데르센은 1805년 4월 2일 덴마크의 오덴세에서 태어났으며, 카렌이라는 이복 자매가 있었다. 안데르센의 아버지 역시 한스라는 이름을 가졌는데, 할머니가 아버지에게 그들 가문이 높은 사회 계급에 속했다고 말했기 때문에 아버지는 자신이 귀족과 관련이 있다고 여겼다. 그러나 이후의 조사에서 이러한 이야기들은 사실이 아닌 것으로 밝혀졌다. 논란의 여지는 있으나, 안데르센이 크리스티안 8세의 사생아일 수 있다는 추측이 있다. 덴마크 역사학자 옌스 요르겐센은 그의 저서 《H.C. 안데르센, 진실한 신화》에서 이 견해를 지지했다.
안데르센은 1805년 4월 15일 오덴세의 성 한스 교회에서 세례를 받았다. 1823년 11월에 작성된 그의 출생증명서에 따르면, 세례식에는 6명의 대부모, 실레 마리 브라이네베르크 부인, 프리데리케 포머 아가씨, 제화공 페더 발터스도르프, 목수 직공 안데르스 요르겐센, 병원 문지기 니콜라스 고마르드, 왕실 모자 제조인 옌스 헨릭센 도르치가 참석했다.
안데르센의 아버지는 초등 교육을 받았으며, 아들에게 《천일야화》를 읽어주며 문학을 알려줬다. 안데르센의 어머니인 안네 마리 안데르스다터는 글을 읽지 못하는 세탁부였다. 그는 1816년 남편이 사망한 후 1818년에 재혼했다. 안데르센은 가난한 아이들을 위한 지역 학교에 보내졌고, 그곳에서 기초 교육을 받았다. 직접 생계를 꾸려야 했기에 직조공의 견습생으로, 그 다음에는 재봉사의 견습생으로 일했다. 14세에 안데르센은 배우가 되고자 코펜하겐으로 이주했다. 좋은 소프라노 음색을 가져 덴마크 왕립극장에 들어갔으나, 곧 목소리가 변성기를 맞았다. 극장의 한 동료가 안데르센을 시인으로 여긴다고 말했고, 안데르센은 이 제안을 진지하게 받아들여 글쓰기에 집중하기 시작했다.
덴마크 왕립극장의 감독 요나스 콜린은 안데르센에게 큰 애정을 가지고 있었다. 그는 안데르센을 슬라겔세의 문법학교로 보냈고, 프레데리크 6세 국왕을 설득하여 안데르센의 교육비 일부를 지불하도록 했다. 당시 안데르센은 이미 그의 첫 번째 이야기인 《팔나토케의 무덤에 있는 유령》(1822년)을 출판한 상태였다. 안데르센은 뛰어난 학생은 아니었지만, 1827년까지 헬싱외르에서도 학교를 다녔다.
안데르센은 후에 이 학교에서 보낸 시간이 인생에서 가장 어둡고 쓰라린 시기였다고 말했다. 한 학교에서 안데르센은 교장의 집에 거주하면서 "성격을 고친다는" 이유로 학대를 받았다. 안데르센은 후에 교직원들이 그의 글쓰기를 저지했다고 말했으며, 이로 인해 우울증에 빠졌다고 한다.

## 경력

### 초기 작품
오리장에서 태어났다고 해서 문제될 것은 없다. 백조의 알에서 부화했다면 말이다.
2012년 10월, 덴마크의 한 문서 보관소에서 안데르센의 아주 초기 동화인 《양초》(덴마크어: Tællelyset)가 발견되었다. 1820년대에 쓰인 이 이야기는 인정받지 못한다고 느끼는 양초에 관한 것이다. 이 작품은 안데르센이 아직 학교에 다니던 시절에 쓰여졌으며, 그의 후원자 중 한 명에게 헌정되었다. 이 이야기는 발견될 때까지 그 가문의 소유로 남아 있다가 지역 문서 보관소에 있는 다른 가문 문서들 사이에서 발견되었다.
1829년, 안데르센은 단편 소설 《홀멘 운하에서 아마게르 동쪽 끝까지의 도보 여행》으로 상당한 성공을 거두었다. 이 작품의 주인공은 성 베드로부터 말하는 고양이에 이르기까지 다양한 인물들을 만난다. 안데르센은 이 성공에 이어 희곡 작품 《성 니콜라스 교회탑의 사랑》과 짧은 시집을 출간했다. 이 시집 이후 그는 글쓰기와 출판에서 큰 진전을 보이지 않았지만, 1833년 국왕으로부터 작은 여행 보조금을 받았다. 이를 통해 안데르센은 유럽 전역을 여행하는 첫 번째 여정을 시작할 수 있었다. 스위스의 르로클 근처 쥐라에서 안데르센은 《아그네테와 어인》이라는 이야기를 썼다. 같은 해, 이탈리아의 해안 마을 세스트리레반테에서 하룻밤을 보냈는데, 이는 《우화의 만》이라는 제목의 영감이 되었다. 안데르센은 1834년 10월 로마에 도착했다. 이탈리아에서의 여행 경험은 그의 첫 번째 소설에 반영되었다. 《즉흥시인》(Improvisatoren)이라는 제목의 이 소설은 허구화된 자서전으로, 1835년에 출판되어 즉각적인 호평을 받았다.

### 문학 동화

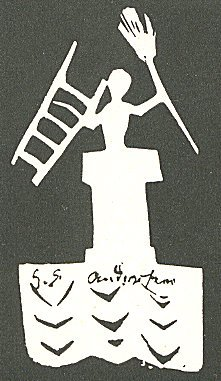
안데르센이 잘라 만든 종이 굴뚝 청소부

《어린이를 위해 들려주는 동화. 첫 번째 모음집》(덴마크어: Eventyr, fortalt for Børn. Første Samling.)은 안데르센의 9편의 동화를 담고 있는 작품집이다. 이 동화들은 1835년 5월부터 1837년 4월 사이에 코펜하겐의 C. A. 라이첼 출판사에서 3회에 걸쳐 연재 형식으로 출판되었다. 이는 안데르센이 동화 장르에 처음 도전한 작품들이었다.
첫 번째 연재분은 1835년 5월 8일에 출판된 61페이지의 무철제본 책자로, 《부싯돌 상자》, 《작은 클라우스와 큰 클라우스》, 《공주와 완두콩》, 《어린 이다의 꽃》을 담고 있었다. 처음 세 이야기는 안데르센이 어린 시절 들었던 민담을 바탕으로 했다. 네 번째 이야기는 안데르센의 초기 후원자인 민속학자 유스트 마티아스 티엘레의 딸 이다 티엘레를 위해 안데르센이 창작한 것이었다. 라이첼은 안데르센에게 원고료로 30 리그스달러를 지불했고, 책자는 24 실링에 판매되었다.
두 번째 책자는 1835년 12월 16일에 출판되었으며, 《못된 아이》, 《여행의 동반자》, 《엄지공주》를 포함하고 있었다. 《엄지공주》는 《엄지손가락 톰》과 다른 소인 이야기들에서 영감을 받았다. 《못된 아이》는 《아나크레온테아》의 에로스에 관한 시를 바탕으로 했으며, 《여행의 동반자》는 안데르센이 1830년에 실험해 본 귀신 이야기였다.

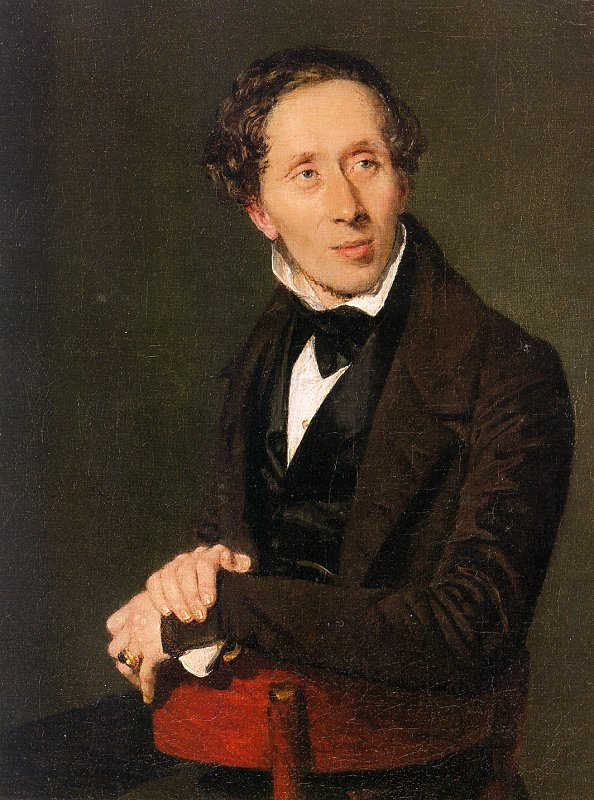
1836년의 안데르센

세 번째 책자는 《인어공주》와 《벌거숭이 임금님》을 담고 있었으며, 1837년 4월 7일에 출판되었다. 전자는 프리드리히 드 라 모테 푸케의 《운디네》(1811년)와 인어에 관한 전설들의 영향을 받았다. 이 이야기는 안데르센의 국제적 명성을 확립시켰다. 세 번째 책자에 실린 다른 유일한 이야기인 《벌거숭이 임금님》은 아랍과 유대의 기원을 가진 중세 스페인 이야기를 바탕으로 했다. 세 번째 연재분 출판 전날, 안데르센은 결말을 수정했다. 원래는 임금님이 그저 행진을 이어가는 것으로 끝났지만, 오늘날의 유명한 결말인 한 아이가 "임금님이 아무것도 입지 않았다!"라고 외치는 것으로 바꾼 것이다.
첫 두 책자에 대한 덴마크의 비평은 1836년에 처음 등장했으며, 열광적이지 않았다. 당시 비평가들은 아동 문학이 즐거움보다는 교육을 목적으로 해야 한다고 여겼다. 그래서 안데르센 작품의 수다스럽고 격식 없는 문체와 표면적인 비도덕성을 싫어했고, 안데르센이 이러한 스타일을 추구하는 것을 만류했다. 안데르센은 자신이 비평가들의 동화에 대한 선입견에 맞서 작업하고 있다고 믿었고, 일시적으로 소설 집필로 돌아가 세 번째 연재분을 출판하기까지 1년을 기다렸다.
세 책자에 실린 9편의 동화는 한 권으로 출판되어 72 실링에 판매되었다. 이 책에는 표지, 목차, 안데르센의 서문이 포함되었다.
1868년, 《리버사이드 청소년 잡지》의 편집자인 호레이스 스커더는 안데르센에게 12편의 새로운 이야기를 500 달러에 제안했다. 안데르센의 16편의 이야기가 이 잡지에 실렸고, 그중 10편은 덴마크에서 출판되기 전에 이 잡지에 먼저 실렸다.

### 여행기

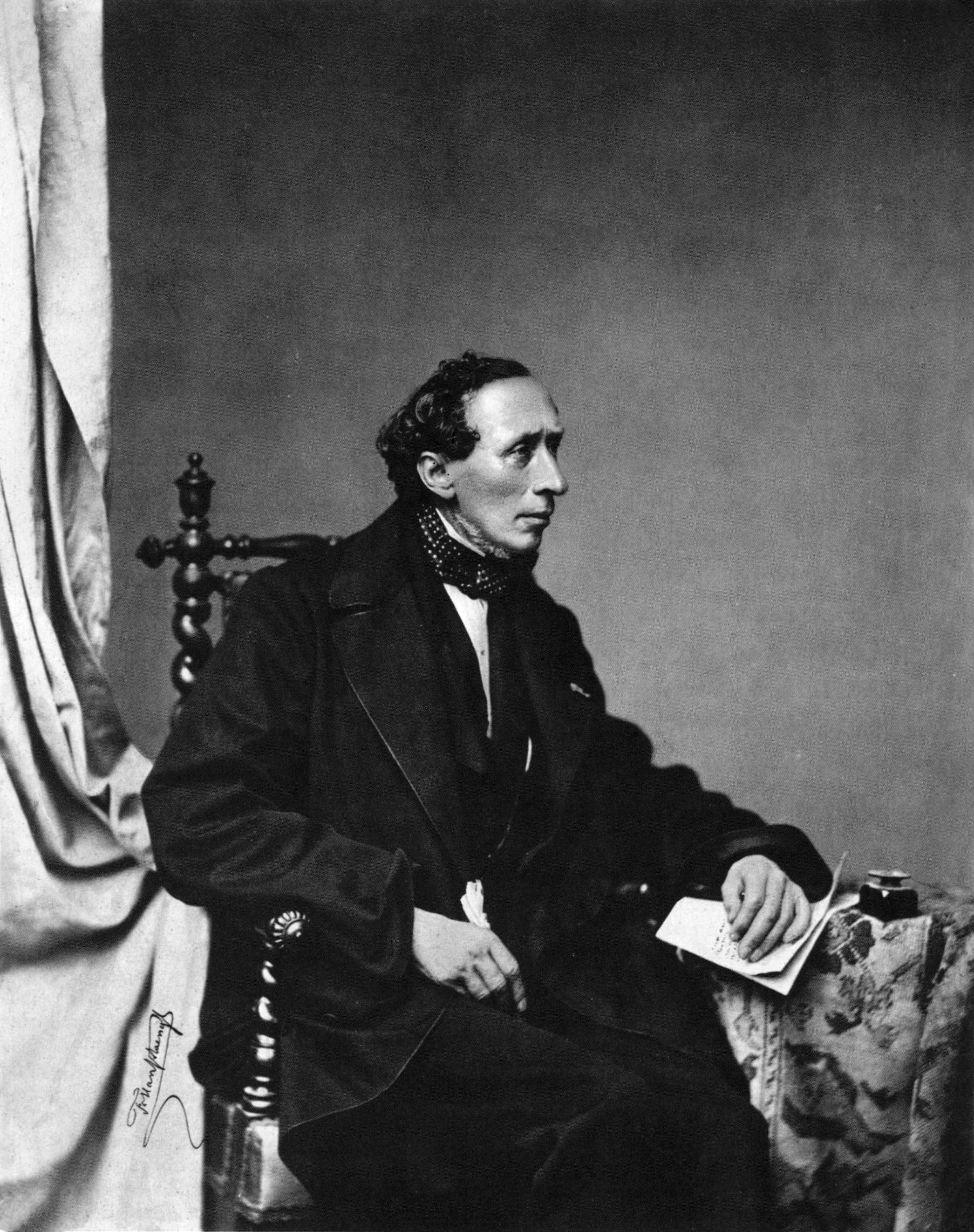
1860년 7월 프란츠 한프슈텡글이 그린 안데르센의 초상화

1851년, 안데르센은 여행 스케치를 담은 《스웨덴에서》를 출판했다. 이 책은 널리 호평을 받았다. 열정적인 여행가였던 그는 이후 여러 편의 긴 여행기를 출판했는데, 《1831년 여름 하르츠, 스위스 작센 등으로의 여행 그림자 그림》, 《시인의 바자》, 《스페인에서》, 《1866년 포르투갈 방문》 등이 있다. 특히 마지막 작품은 1820년대 중반 코펜하겐에 살 때 알게 된 포르투갈 친구 호르헤와 호세 오닐을 방문한 내용을 담고 있다. 여행기에서 안데르센은 당시의 여행 문학 관습을 따르면서도 이를 발전시켜 자신만의 스타일을 만들어냈다. 안데르센의 각 여행기는 그의 경험에 대한 기록적이고 묘사적인 서술을 결합하고 있으며, 저작, 불멸, 문학적 여행 보고서에서의 허구 등의 주제에 대한 철학적 단상을 추가로 담고 있다. 《스웨덴에서》와 같은 일부 여행기에는 동화도 포함되어 있다.
1840년대에 안데르센은 다시 연극 무대에 관심을 돌렸지만, 큰 성공을 거두지는 못했다. 그는 《그림 없는 그림책》(1840년) 출판으로 더 나은 성과를 거두었다. 안데르센은 1838년에 두 번째 동화 시리즈를, 1845년에 세 번째 동화 시리즈를 시작했다. 이 시기에 그는 유럽 전역에서 찬사를 받았지만, 그의 고향인 덴마크에서는 여전히 그의 야심에 대해 일부 저항을 보였다.
1845년부터 1864년 사이, 안데르센은 코펜하겐의 뉘하운 67번지에 거주했으며, 오늘날 이곳에 기념 명판이 설치되어 있다.
안데르센 작품의 후원자들 중에는 덴마크 왕실과 슐레스비히-홀슈타인-존더부르크-글뤽스부르크 가문이 있었다. 크리스티안 9세 국왕의 뜻밖의 초대로 안데르센의 민담은 덴마크 왕실에 깊이 뿌리내렸고, 크리스티안 9세의 딸 마리아 표도로브나가 러시아의 알렉산드르 3세와 결혼하면서 로마노프 왕조에까지 전해졌다.

## 개인사

### 쇠렌 키르케고르
쇠렌 키르케고르는 "소설가로서의 안데르센"이라는 글에서 안데르센에 대해 다음과 같이 언급했다. "그는 자의적인 기분의 망에 둘러싸인 인격의 가능성으로 특징지어진다. 거의 메아리 없는, 사라져가는 음조의 비가적 12음계를 통해 움직이며, 쉽게 고조되기도 하고 억제되기도 하는데, 인격이 되기 위해서는 강한 삶의 발전이 필요하다."

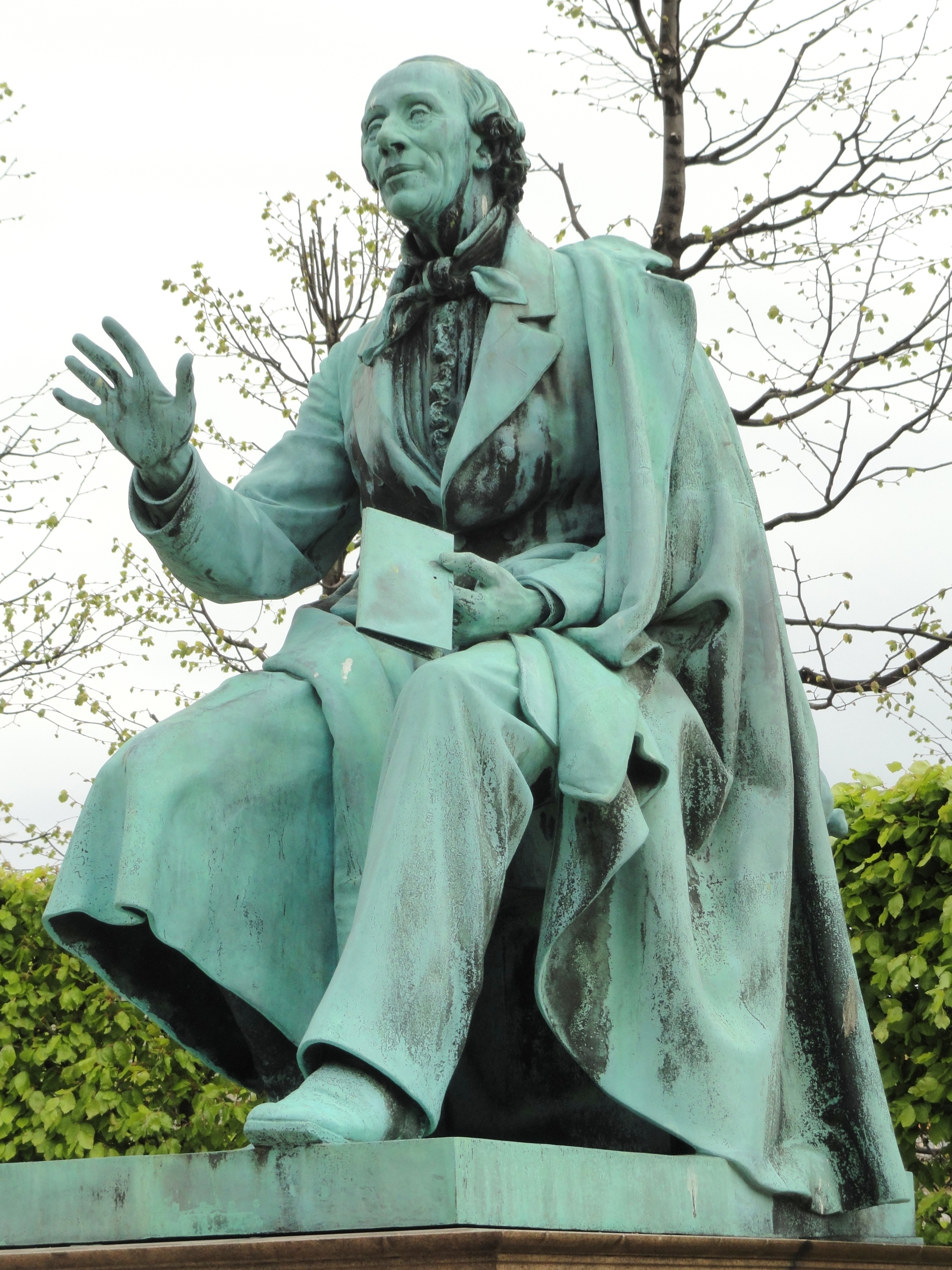
코펜하겐 로센보르그 궁전 정원의 안데르센 동상

### 찰스 디킨스와의 만남
1847년 6월, 안데르센은 처음으로 영국을 방문하여 사교계에서 큰 성공을 거두었다. 블레싱턴 백작부인은 많은 지식인들이 모이는 자신의 파티에 그를 초대했고, 그러한 파티 중 하나에서 그는 처음으로 찰스 디킨스를 만났다. 그들은 악수를 나누고 베란다로 걸어갔는데, 안데르센은 이를 일기에 이렇게 기록했다. "우리는 베란다에 있었고, 나는 내가 가장 사랑하는 현존하는 영국 작가를 보고 이야기할 수 있어서 너무나 행복했다."
두 작가는 서로의 작품과 작가로서의 서로를 존중했으며, 산업 혁명과 극심한 빈곤으로 인해 종종 어려운 삶을 살아가는 하층민을 묘사한다는 공통점이 있었다.
1857년, 안데르센은 주로 디킨스를 만나기 위해 다시 영국을 방문했다. 안데르센은 가즈 힐 플레이스에 있는 디킨스의 집을 짧게 방문하려던 계획을 5주간의 체류로 연장했는데, 이는 디킨스 가족에게 큰 고통을 안겼다. 안데르센이 떠나라는 말을 들은 후, 디킨스는 점차 그들 사이의 모든 서신 교환을 중단했다. 이는 안데르센에게 큰 실망과 혼란을 안겼다. 그는 방문을 즐겼고 왜 자신의 편지들이 답장을 받지 못하는지 결코 이해하지 못했다.
디킨스가 《데이비드 코퍼필드》의 유라이어 히프의 외모와 버릇을 안데르센을 모델로 삼아 묘사했을 것이라는 추측이 있다.

### 낭만적 관계
안데르센의 어린 시절, 그의 개인 일기에는 성관계를 거부했다는 기록이 남아있다.

안데르센은 동성애적 끌림을 경험했다. 에드바르 콜린에게 그는 이렇게 편지를 썼다. "나는 예쁜 칼라브리아 아가씨를 그리워하듯 당신을 그리워합니다... 당신에 대한 나의 감정은 여성의 그것과 같습니다. 나의 본성의 여성성과 우리의 우정은 비밀로 남아야 합니다." 콜린은 자신의 회고록에서 이렇게 썼다. "나는 이 사랑에 응답할 수 없었고, 이로 인해 작가는 많은 고통을 겪었습니다." 안데르센이 작센바이마르아이제나흐의 젊은 세습 공작인 카를 알렉산더에 대해 가진 열정은 실제 관계로 이어졌다.
세습 대공은 성의 안뜰을 가로질러 내 방까지 나와 팔짱을 끼고 걸었고, 나를 애정 어리게 키스했으며, 그가 평범한 사람일 뿐이지만 항상 그를 사랑해달라고 부탁했고, 이번 겨울에 그와 함께 머물러 달라고 했습니다... 나는 이 이상한 공작의 성에서 손님으로 지내며 그에게 사랑받고 있다는 우울하면서도 행복한 감정으로 잠들었습니다... 이는 마치 동화 같습니다.
안데르센의 성적 영역에서의 물리적 충족에 대해서는 의견이 첨예하게 갈린다. 재키 울슐래거의 전기는 그가 덴마크 무용수 하랄드 샤르프와 연인 관계였을 가능성을 제시하며, 안데르센의 《눈사람》이 그들의 관계에서 영감을 받았다고 본다. 샤르프는 안데르센이 50대일 때 처음 만났다. 안데르센은 열렬히 빠졌고, 울슐래거는 그의 일기가 그들의 관계가 성적이었음을 암시한다고 본다. 샤르프는 안데르센과 여러 번 단둘이 저녁 식사를 했고, 안데르센의 57번째 생일에 은 칫솔을 선물했다. 울슐래거는 1861~62년 겨울, 두 사람이 관계를 맺었고 이는 안데르센에게 "기쁨, 일종의 성적 충족, 그리고 일시적인 외로움의 종식"을 가져다주었다고 주장한다. 그는 샤르프와의 행동에 대해 신중하지 않았고, 감정을 공개적으로 표현했다. 주변 사람들은 이 관계를 부적절하고 우스꽝스럽다고 여겼다. 1862년 3월 일기에서 안데르센은 이 시기를 자신의 "에로틱한 시기"라고 언급했다. 1863년 11월 13일, 안데르센은 "샤르프가 8일 동안 나를 방문하지 않았다; 그와는 끝났다"고 썼다. 그는 이를 침착하게 받아들였고, 이후 두 사람은 쓰라림 없이 겹치는 사교 모임에서 만났지만, 안데르센은 여러 차례 그들의 관계를 재개하려 시도했으나 성공하지 못했다. 울슐래거에 따르면, "안데르센의 일기는 그가 양성에 끌렸다는 점, 때로는 여성과의 육체적 관계를 갈망했고 다른 때는 남성과의 육체적 관계에 연루되었다는 점에 대해 의심의 여지를 남기지 않는다." 예를 들어, 울슐래거는 안데르센의 일기에서 다음과 같이 인용한다.
"샤르프가 내게 달려와 목을 감싸 안고 키스했다! ... 저녁에 긴장되었다" 5일 후 그는 "매우 친밀하고 좋은 샤르프의 방문"을 받았다. 이어지는 몇 주 동안, "열정적이고 애정 어린 샤르프와의 저녁 식사"가 있었다.
덴마크 남부대학교 H. C. 안데르센 센터의 클라라 봄과 아냐 아렌스트루프는 안데르센이 남성과 "육체적 관계"를 가졌다는 주장에 반박하며 다음과 같이 말했다.
"안데르센의 감정 생활에서 성적 영역과 관련된 매우 양면적(그리고 또한 매우 트라우마적인) 요소들을 지적하는 것은 맞지만, 그를 동성애자로 묘사하고 그가 남성들과 육체적 관계를 가졌다고 주장하는 것은 분명히 잘못되었다. 그는 그렇지 않았다. 실제로, 그것은 그의 도덕적, 종교적 관념에 완전히 반하는 것이었을 것이다. 이는 울슐래거와 그와 같은 이들의 시야 밖에 있는 측면이다."
사실, 울슐래거는 그 시대의 도덕적, 종교적 관념 때문에 안데르센이 자신의 동성애 관계에 대해 개방적일 수 없었다고 주장했다.
안데르센은 또한 손에 넣을 수 없는 여성들에게 사랑에 빠졌고, 많은 이들은 그의 작품에서 이들에 대한 언급을 해석한다. 한때 안데르센은 일기에 이렇게 썼다. "전능하신 하나님, 당신만이 내게 계십니다; 당신께서 내 운명을 조종하시니, 나는 당신께 나를 맡겨야만 합니다! 제게 생계를 주소서! 제게 신부를 주소서! 내 피는 사랑을 원하고, 내 마음도 그러합니다!"
리보르 보이트라는 소녀는 청년기 안데르센의 짝사랑이었다. 안데르센이 처음 그녀를 사랑하게 된 지 수십 년이 지난 후 그가 사망했을 때, 그의 가슴에서 보이트로부터의 긴 편지가 들어있는 작은 주머니가 발견되었다. 다른 실연의 대상으로는 물리학자 한스 크리스티안 외르스테드의 딸인 소피 외르스테드와 그의 후원자 요나스 콜린의 막내딸인 루이제 콜린이 있었다. 안데르센의 이야기 중 하나인 《나이팅게일》은 제니 린드에 대한 그의 열정을 표현하기 위해 쓰여졌으며, 린드의 별명인 "스웨덴의 나이팅게일"의 영감이 되었다. 안데르센은 여성들 앞에서 수줍어했고 린드에게 청혼하는 데 극도의 어려움을 겪었다. 린드가 오페라 콘서트에 가기 위해 기차에 오를 때, 안데르센은 그에게 청혼 편지를 건넸다. 그러나 그의 감정은 안데르센과 달랐다. 그는 안데르센을 오빠로 여겼고, 1844년에 그에게 이렇게 썼다. "안녕히 계세요... 하나님께서 제 오빠를 축복하시고 보호하시기를, 이것이 그의 애정 어린 여동생 제니의 진심 어린 소원입니다." 안데르센이 《눈의 여왕》에서 린드를 반영웅적 주인공으로 묘사함으로써 자신의 실망감을 표현했다는 제안도 있다.

## 죽음

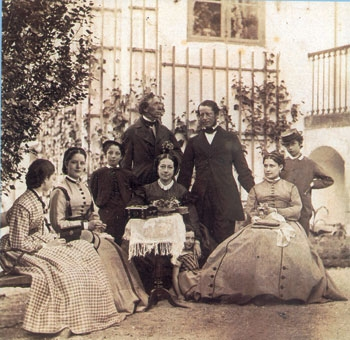
롤리헤드에서 안데르센: 이스라엘 멜시오르(1867년경)

1872년 초, 67세의 나이에 안데르센은 침대에서 떨어져 심각한 부상을 입었다. 안데르센은 이로 인한 상해에서 완전히 회복하지 못했다. 얼마 지나지 않아 그는 간암의 징후를 보이기 시작했다.
안데르센은 1875년 8월 4일, 70세의 나이로 코펜하겐 근처의 롤리헤드(평온이라는 의미)라는 별장에서 사망했다. 이곳은 그의 가까운 친구인 은행가 모리츠 G. 멜키오르와 그의 아내의 집이었다. 사망 직전, 안데르센은 작곡가와 자신의 장례식 음악에 대해 상의하며 이렇게 말했다. "내 뒤를 따라 걸을 사람들 대부분은 아이들일 것이니, 작은 발걸음에 맞춰 박자를 맞추세요."
안데르센의 시신은 코펜하겐의 뇌레브로 지역에 있는 아시스텐스 교회 묘지의 콜린 가족 묘에 안장되었다. 1914년, 묘비는 더 젊은 콜린 가족 구성원들이 묻힌 다른 묘지(현재 '프레데릭스베르그 옛 교회 묘지'로 알려진)로 옮겨졌다. 한동안 그의 묘와 에드바르드 콜린, 헨리에테 콜린의 묘는 표시가 없었다. 이후 안데르센의 묘를 표시하는 두 번째 비석이 세워졌는데, 이번에는 콜린 부부에 대한 언급이 없지만 세 사람은 여전히 같은 묘지를 공유하고 있다.
사망 당시 안데르센은 국제적으로 존경받는 인물이었으며, 덴마크 정부는 그를 "국가의 보물"로 여겨 연금을 지급했다.

## 주요 작품
- 벌거숭이 임금님
- 빨간 구두
- 꿋꿋한 주석 병정
- 성냥팔이 소녀
- 미운 오리 새끼
- 인어공주
- 엄지공주
- 눈의 여왕
- 공주와 완두콩
- 돼지치기 왕자
- 야생의 백조

## 안데르센 문학의 특징
안데르센 문학은 안데르센이 가난한 구두 수선공의 아들이라는 것에 영향을 많이 받았다. 《성냥팔이 소녀》는 가난하게 자라서 구걸까지 해야 했던 안데르센의 어머니를 소재로 한 작품이다.
또한 《눈의 여왕》은 어렸을 때 나폴레옹 전쟁에 참전했다가 돌아온 아버지가, 서리가 내리던 밤에 신경쇠약으로 죽자, 고아가 되었고 이를 '눈의 여왕'이 데려가는 것으로 생각한 어린시절의 기억이 소재가 되었으며, 《미운 오리 새끼》는 안데르센이 작가로 데뷔한 후에도, 그의 출신 때문에 홀대를 받은 상처가 문학으로 표현된 작품이다.

## 같이 보기
- 한스 크리스티안 안데르센 상

## 주해
1. ↑  예를 들어, 휴가 중에 안데르센과 샤르프는 헬싱괴르에서 하룻밤을 보내야만 했다. 안데르센은 둘을 위해 2인실을 예약했지만 샤르프는 자신의 방을 따로 갖기를 고집했다.
2. ↑  안데르센은 계속해서 샤르프의 경력에 관심을 가지고 지켜보았다. 그러나 1871년, 리허설 중 부상으로 인해 샤르프는 발레 무대에서 영구적으로 은퇴하게 되었다. 샤르프는 성공하지 못한 채 연기를 시도했고, 1874년에 한 발레리나와 결혼했으며, 1912년 성 한스 요양원에서 생을 마감했다.

## 일반 서지
- Andersen, Hans Christian (2005a) [2004].  Jackie Wullschläger, 편집. 《Fairy Tales》. Tiina Nunnally. New York: Viking. ISBN 0-670-03377-4.
- Andersen, Jens (2005) [2003]. 《Hans Christian Andersen: A New Life》 Illurat판. New York, Woodstock, and London: Duckworth Overlook. ISBN 978-0-71563-361-8.
- Binding, Paul (2014). 《Hans Christian Andersen : European witness》. Yale University Press.
- Bredsdorff, Elias (1975). 《Hans Christian Andersen: the story of his life and work 1805–75》. Phaidon. 168쪽. ISBN 0-7148-1636-1.
- Stig Dalager, Journey in Blue, historical, biographical novel about H.C. Andersen, London: Peter Owen, 2006; Toronto: McArthur & Co., 2006.
- Frank, Diane Crone; Frank, Jeffrey (2004) [2003], 《The Stories of Hans Christian Andersen》, London: Granta Books, ISBN 978-1-86207-712-6
- Gosse, Edmund William (1911). 〈Andersen, Hans Christian〉. 《브리태니커 백과사전》 1 11판. 958–959쪽.
- Jørgensen, Jens (1987). 《H.C. Andersen: en sand myte》 (덴마크어) 2판. Hovedland. ISBN 978-87-7739-017-3.
- Roes, André, Kierkegaard en Andersen, Uitgeverij Aspekt, Soesterberg (2017) ISBN 978-94-6338-215-1
- Ruth Manning-Sanders, Swan of Denmark: The Story of Hans Christian Andersen, Heinemann, 1949
- Rossel, Sven Hakon (1996). 《Hans Christian Andersen: Danish Writer and Citizen of the World》. Rodopi. ISBN 90-5183-944-8.
- Stirling, Monica (1965). 《The Wild Swan: The Life and Times of Hans Christian Andersen》. New York: Harcourt, Brace & World, Inc.
- Terry, Walter (1979). 《The King's Ballet Master》. New York: Dodd, Mead & Company. ISBN 0-396-07722-6.
- Wullschläger, Jackie (2000). 《Hans Christian Andersen: The Life of a Storyteller》. London: Allen Lane. ISBN 0-713-99325-1.
- Zipes, Jack (2005). 《Hans Christian Andersen: The Misunderstood Storyteller》. New York and London: Routledge. ISBN 0-415-97433-X.